# فرانك فراير
فرانك فراير (بالإنجليزية: Frank Fryer)‏ هو لاعب اتحاد الرغبي نيوزيلندي، ولد في 2 نوفمبر 1886 في Riccarton, New Zealand ‏ في نيوزيلندا، وتوفي في 22 سبتمبر 1958 في هاستينجس في نيوزيلندا.